# Sísifo (diálogo)
Sísifo é suposto ser um dos diálogos de Platão. O diálogo existe e foi incluído na edição publicada em Genebra em 1578 por  Henri Estienne . É agora geralmente reconhecido como falso. O trabalho provavelmente data do século IV a.C., e o autor era presumivelmente um aluno de Platão.

## Conteúdo
É um diálogo entre Sócrates e Sísifo. Sísifo acredita que a deliberação permite encontrar o melhor curso de ação, mas Sócrates está intrigado com o que a deliberação é, e por isso que é suposto ser diferente da adivinhação. Ao final do diálogo, torna-se claro que Sísifo não sabe o que é deliberação O diálogo parece envolver-se com uma ideia da boa deliberação (euboulia) do qual Isócrates foi um expoente notável.  O autor usa o termo dialegesthai de uma forma não-platônico para se referir, não a dialética, mas para o que Platão considerava erística

## Datação
Werner Müller argumenta que o Sísifo pode ser datado com segurança para meados do século III para IV a.C., e, assumindo que a referência a Calístrato é Calístrato de Afidnas, no período entre a sentença de morte de Calístrato em 361 e sua execução (em 350), quando ninguém precisava perguntar "Quem é Calístrato?" mas a constante mudança de localização de Calístrato durante seu exílio torna a questão  "Onde está Calístrato?" uma questão real. Francesco Aronadio também data o trabalho em torno da vida de Platão e o coloca dentro do círculo da  Academia. Schleiermacher havia se manifestado que o Sísifo talvez pudesse ter sido produzido na Escola megárica.